# Håkan Mattsson den yngre
Håkan Matysson av Händelö, född cirka 1315, död 1337,  var en svensk riksmarsk under kung Magnus Erikssons regering. Son till Mattias Törnesson.
Håkan Mattsson är omnämnd som marskalk, på latin haquinum mattesson marskalcum och haquinus mattysson marscalcus,  under 1335, första gången den 28 februari i samband med ett testamente och andra gången den 18 maj 1335 när kung Magnus Eriksson utnämner Nils Abjörnsson till sin drots, och där nämns Magnus Erikssons riksråd och närmaste män:
1336 nämns han inte längre som marsk, utan med titeln nobilium militum dominorum haquini mattesson.
Håkan Matsson ärvde egendom och harnesk från Matts Kettilmundsson, i 10-årsåldern. Den 18-årig kung Magnus Eriksson utnämnde den 18-åriga Håkan som riksmarsk i eller före året 1335. Håkans äldre halfbror Knut Bryniolfson hade varit den tidigare marsken, död 1333.
Efter Håkan Mattsons död fick kung Magnus i ett par fall återställa egendom som Håkan orätt hade lagt beslag på till de rätta ägarna. Det gällde bland annat en kvarn i Viby socken som återställdes till Strängnäs biskop, samt en nyodling med två torp som återgavs till Alvastra kloster.
Senare, cirka 1352, utnämnde kung Magnus Eriksson den unge Bengt Algotsson, Håkans brorson, som hertig.